# 凯西·德桑蒂斯
吉尔·凯西·德桑蒂斯（英語：Jill Casey DeSantis，1980年6月26日—），原姓布莱克（英語：Black），曾担任新闻和电视节目主持人，后成为佛罗里达州第一夫人，丈夫是第46任佛罗里达州州长罗恩·德桑蒂斯。

## 早年生活和教育
凯西·德桑蒂斯于1980年6月26日出生在俄亥俄州特洛伊。她曾就读于查尔斯顿学院并在那里获得了理學學士学位，除此之外她还辅修法语。

## 职业生涯

### 电视台生涯
在早期的职业生涯中，凯西曾主持NBC高尔夫台的《On The Tee》和《PGA Tour Today》节目。她还曾在佛罗里达州杰克逊维尔的独立电台WJXT工作，并在那里担任过多个职位，其中包括综合特派记者、早间主播以及警察记者。除此之外，她还为多家频道做过特别报道，其中包括CNN。
2014 年，凯西担任《The Chat》节目的创作者兼主持人，这是一个在杰克逊维尔WTL和WJXX电视台播出的一小时圆桌小组讨论脱口秀。她亦主持了当地每日脱口秀节目《First Coast Living》以及关于企业家的每周节目《The American Dream》。此外，凯西编写并制作了电视纪录片《Champion, The JT Townsend Story》，讲的是高中足球运动员J·T·汤森的事迹。
2018 年，《佛罗里达政治》网站称凯西是“杰克逊维尔电视台最知名的面孔之一，因为她长期在当地的两家新闻机构工作。”

### 佛罗里达州第一夫人

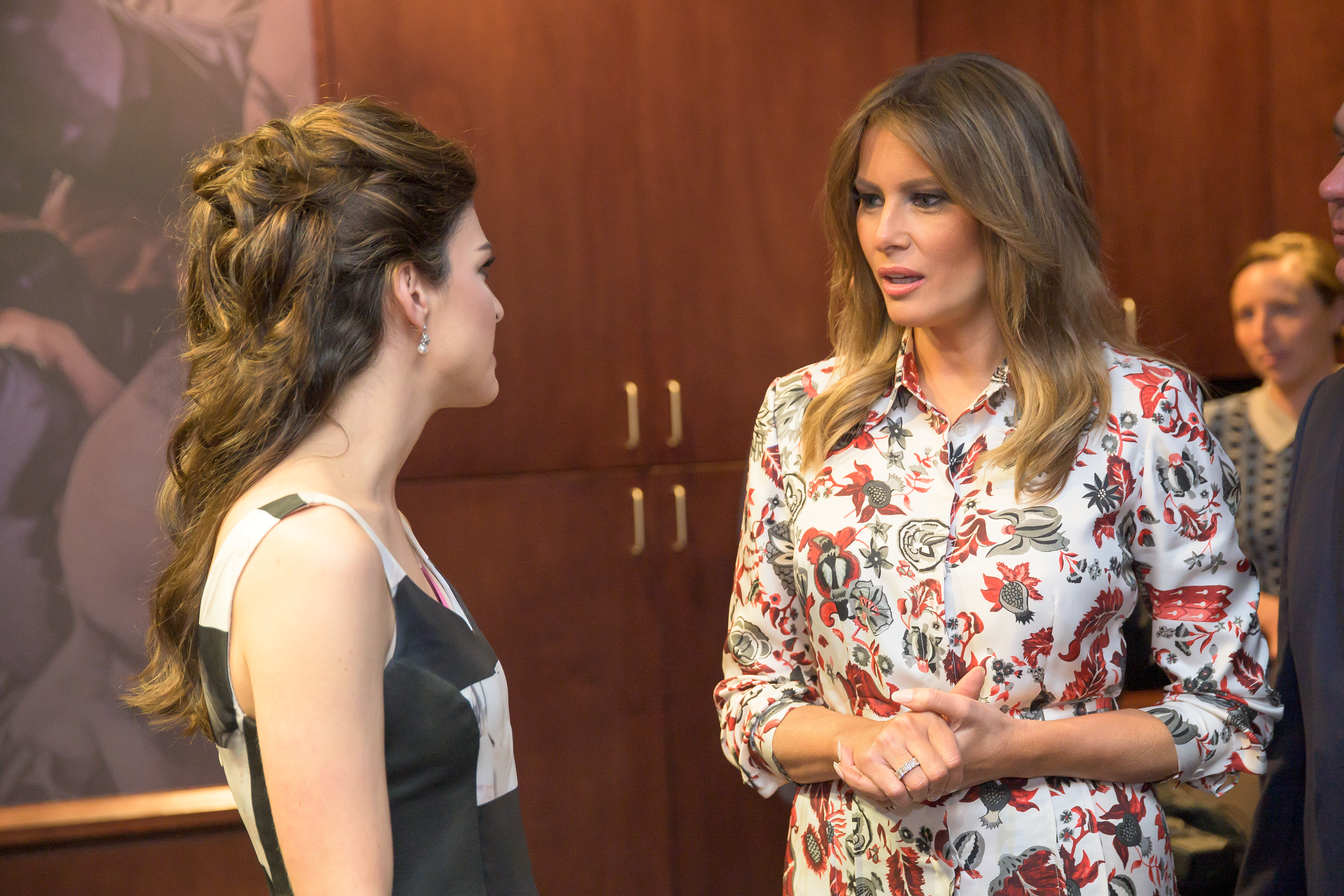
凯西·德桑蒂斯和梅拉尼娅·特朗普

2019年2月，凯西设立了第一夫人勇气、承诺和服务奖章。不久之后，她宣布佛罗里达州2019年黑人历史月的主题为“公共服务”，她和州长在州长官邸一同向佛罗里达州黑人历史月学生竞赛获奖者以及卓越教育奖获得者颁奖。
为应对赤潮的影响，凯西还曾参加红鱼放生活动。对此她表示“佛罗里达州居民都明白，水资源对家庭、游客以及经济必须是安全的。”除此自外，凯西还主持了多场关于委内瑞拉、飓风救济以及心理健康的讲座。
2019年8月，凯西作为主席主持了佛罗里达州儿童及青少年内阁的第一次会议。

## 个人生活
凯西和她的丈夫罗恩·德桑蒂斯最初是在高尔夫球场相识的，当时的德桑蒂斯在梅波特海军基地担任海军军官。后来他们在2010年9月结婚。德桑蒂斯夫妇有两个女儿和一个儿子，其中女儿分别叫麦迪逊和玛米，儿子叫梅森。
2021年10月4日，罗恩·德桑蒂斯宣布凯西不幸罹患乳癌。不过2022年3月3日，罗恩又宣布了凯西已经痊愈的消息。

## 外部連結
- 凯西·德桑蒂斯在互联网电影资料库（IMDb）上的資料（英文）